# Meixner Mihály
Örsödi Meixner Mihály (Budapest, 1928. november 13. – Budapest, 2016. január 5.) zenei szerkesztő, fél évszázadon át a Magyar Rádió komolyzenei műsorainak meghatározó alakja. Szőkefalvi-Nagy Katalin énekművész férje.

## Életpályája
Édesapja örsödi Meixner László (1896–1982) közjegyző, édesanyja kakasdi Hajós Aranka (1902–2006) volt. Az erdélyi örmény nemesi Korbuly család leszármazottja. 1947–1953 között a Nemzeti Zenedében, majd az Állami Zenekonzervatóriumban Szervánszky Endre és dr. Major Ervin zeneszerző-növendéke volt. Később magánúton vezénylést tanult Vaszy Viktornál. 1957-ben lett a Magyar Rádió munkatársa, 1976-tól a zenei főosztály osztályvezetője, 1992–1994 között főmunkatársa, mellette a szerkesztői tanács elnöke. 1994 után szerződéssel dolgozott korábbi munkahelyén. Rendszeresen tartott ismeretterjesztő előadásokat a TIT keretében. 1980. augusztusában a bécsi székhelyű Internationales Musik Zentrum alelnökévé választotta.
Érdeklődése középpontjában a zenei interpretáció kérdései, az előadóművészek álltak, pl. legismertebb sorozataiban, a Mi a titka és az Előadóművész-portrék címűekben. Több tanulmányt is írt.

## Díjai, elismerései
- 1964 – Szocialista Kultúráért
- 1968 – Erkel Ferenc-díj
- 1986 – Bécs város díja
- 1988 – SZOT-díj
- 1998 – Ezüst Toll Díj
- 2000 – Szabolcsi Bence-díj